# 野鲮亚科
野鲮亚科（学名：Labeoninae）是鲤形目鲤科的一种鱼类，其下大约有30多个属。与其他鲤科鱼类的区别主要集中在口唇和软组织结构上。

## 扩展阅读
維基物種上的相關：野鲮亚科